# Franklin (Tennessee)
 For alternative betydninger, se Franklin. (Se også artikler, som begynder med Franklin)
Franklin er en amerikansk by i Tennessee, USA. Den ligger i og er administrationsby for Williamson County. Franklin ligger ca. 34 km syd for Nashville og er en af de vigtigste byer i storbyområdet Nashville metropolitan area i det centrale Tennessee. Det er den syvende største by i Tennessee. Ved folketællingen i USA i 2020 havde Franklin på 83.454 indbyggere. Franklin er kendt for at være hjemsted for mange berømtheder, specielt countrymusikstjerner.
Byen ligger på begge sider af Harpeth River, en biflod til Cumberlandfloden som igen er biflod til Ohiofloden. I det 19. århundrede var Franklin som county seat handels- og administrativt centrum for det primært landlige Williamson County og forblev det et godt stykke ind i det 20. århundrede.
Siden 1980 er områder i det nordlige Franklin blevet udviklet til boligområder og relaterede virksomheder samt moderne serviceindustrier. Befolkningen er steget hurtigt i takt med, at byen er vokset i alle retninger ud fra bykernen. På trods af denne udvikling er Franklin kendt for sine mange ældre bygninger og kvarterer, som er beskyttet af byforordninger.
Byen Franklin blev grundlagt den 26. oktober 1799 af Abram Maury Jr. (1766-1825) som senere blev delstatssenator. Maury opkaldte byen efter Benjamin Franklin.